# Xian de Zizhong
Le xian de Zizhong (资中县 ; pinyin : Zīzhōng Xiàn) est un district administratif de la province du Sichuan en Chine. Il est placé sous la juridiction de la ville-préfecture de Neijiang.

## Démographie
La population du district était de 1 308 291 habitants en 1999.

## Personnalités
- Dao Lang (1971-), chanteur populaire très influencé par la musique du Xinjiang et un peu celle de Mongolie.